# Del Yocam
Delbert W. Yocam (24 de dezembro de 1943) é um executivo estadunidense. Foi CEO da Borland, presidente da Tektronix e executivo da Apple. Na Apple, durante a década de 1980, dirigiu o grupo Apple II, sendo depois o primeiro diretor de operações (COO). Foi um dos diretores da Adobe Systems.